# Португальсько-іспанський кордон
Португа́льсько-іспа́нський кордо́н — міждержавний кордон між Португалією й Іспанією. В обох країнах скорочено називається «лінією» (ісп. la Raya, порт. a Raia). Один із найстаріших міждержавних кордонів у Європі. Практично не змінювався від часу підписання Альканісеського договору 1297 року між Португалією та Кастилією, попередницею Іспанії. Делімітований 1926 року. Довжина сухопутного кордону на території Піренейського півострова — 1214 км. Невизначена ділянка кордону — 18-кілометрова зона між річкою Кайя та Рибейра-де-Кункуш, де розташоване місто Олівенса, об'єкт 200-літньої територіальної суперечки між країнами. Прикордонними округами Португалії з півночі на південь є Віана-ду-Каштелу, Брага, Віла-Реал, Браганса, Гуарда, Каштелу-Бранку, Порталегре, Евора, Бежа і Фару; прикордонними провінціям Іспанії є Понтеведра і Оренсе в Галісії, Самора і Саламанка в Кастилії-і-Леоні, Касерес і Бадахос в Естермадурі та Уельва в Андалусії. 1991 року обидві країни підписали Шенгенську угоду, за якою з 1995 року Португалія й Іспанія стали частиною Шенгенської зони, а сухопутні кордони між ними проголошено відкритим. Морський кордон залишається невизначеним у районі Диких островів, в якому Іспанія претендує на виключну економічну зону Португалії.

## Історія
- 1143: Саморський договір — визнання Леонським королівством (попередником Іспанії) незалежності королівства Португалія в межах колишнього графства.
- 1267: Бадахоський договір — встановлення кордону між Португалією та Кастилією (попередником Іспанії) по річці Гвадіана; Алгарве визнане португальським.
- 1297: Альканісеський договір — Кастилія передала Португалії частину земель на східному березі Гвадіани, включно з Олівенсою.
- 1668: Лісабонський договір — визнання Іспанією незалежності Португалії та її колоній і кордонів до Іберійської унії, за винятком африканської Сеути.
- 1801: Бадахоський договір — Іспанія анексувала Олівенсу.
- 1815: Віденський конгрес — Іспанія зобовязалася повернути Португалії Олівенсу, але до виконання рішень конгресу не приступила.
- 1864: Лісабонський договір — розділено карликову державу Коту-Мішту на португальсько-іспанському кордоні.
- 1926: Конвенція про кордони — проведено делімітацію португальсько-іспанського кордону, за винятком району Олівенси.
- 1991: Шенгенська угода — встановлення відкритого кордону між Португалією й Іспанією.

## Лінія кордону
- Агеда (притока Дору)

## Прикордонні муніципалітети
З півночі на південь

### Португалія
Округ Віана-ду-Каштелу
- Аркуш-де-Валдевеш
- Валенса
- Віла-Нова-де-Сервейра
- Каміня
- Мелгасу
- Монсан
- Понте-да-Барка

Округ Брага
- Терраш-де-Бору

Округ Віла-Реал
- Монталегре
- Шавеш

Округ Браганса
- Браганса
- Віміозу
- Віняйш
- Міранда-ду-Дору
- Могадору
- Фрейшу-де-Ешпада-а-Сінта

Округ Гуарда
- Алмейда
- Сабугал
- Фігейра-де-Каштелу-Родригу

Округ Каштелу-Бранку
- Віла-Веля-де-Родан
- Іданя-а-Нова
- Каштелу-Бранку
- Пенамакор

Округ Порталегре
- Арроншеш
- Елваш
- Кампу-Майор
- Каштелу-де-Віде
- Марван
- Ніза
- Порталегре

Округ Евора
- Аландруал
- Моран

Округ Бежа
- Барранкуш
- Мертола
- Мора
- Серпа

Округ Фару
- Алкотін
- Віла-Реал-де-Санту-Антоніу
- Каштру-Марин

### Іспанія
Галісія
Провінція Понтеведра
- А-Гуарда
- Арбо
- Ас-Невес
- Кресенте
- О-Росаль
- Сальватерра-де-Міньо
- Томіньо
- Туй

Провінція Оренсе
- А-Гудіня
- А-Мескіта
- Бальтар
- Вереа
- Верин
- Вілардевос
- Ентримо
- Кальвос-де-Рандін
- Кінтела-де-Лейрадо
- Куаледро
- Лобейра
- Лобіос
- Муйньос
- Оїмбра
- Падренда
- Ріос

Кастилія-і-Леон
Провінція Самора
- Альканісес
- Віляр-дель-Буей
- Вілярдієгуа-де-ла-Рибера
- Ермісенде
- Мансаналь-де-Арриба
- Педральба-де-ла-Прадерія
- Пуебла-де-Санабрія
- Рабано-де-Алісте
- Рекехо
- Торрегамонес
- Трабасос
- Фариса
- Фермосельє
- Фігеруела-де-Арриба
- Фонфрія

Провінція Саламанка
- Аїгаль-де-лос-Асейтерос
- Альдеадавіла-де-ла-Рибера
- Альдеа-дель-Обіспо
- Вільвестре
- Віляр-де-Сьєрво
- Вілярино-де-лос-Айрес
- Інохоса-де-Дуеро
- Кампільо-де-Асаба
- Касіляс-де-Флорес
- Ла-Аламеда-де-Гардон
- Ла-Аламеділя
- Ла-Альбергерія-де-Арганян
- Ла-Боуса
- Ла-Фрехенеда
- Масуеко
- М'єса
- Навасфріас
- Переня-де-ла-Рибера
- Пуерто-Сегуро
- Саусельє
- Собрадільо
- Фуентес-де-Оньоро

Естермадура
Провінція Касерес
- Алькантара
- Валенсія-де-Алькантара
- Вальверде-дель-Фресно
- Еррера-де-Алькантара
- Карбахо
- Мембріо
- Сантьяго-де-Алькантара
- Сарса-ла-Майор
- Седільо
- Сільєрос

Провінція Бадахос
- Альбуркерке
- Алькончель
- Бадахос
- Валенсія-дель-Момбуей
- Вілянуева-дель-Фресно
- Віляр-дель-Рей
- Ла-Кодосера
- Оліва-де-ла-Фронтера
- Олівенса
- Челес

Андалусія
Провінція Уельва
- Ароче
- Аямонте
- Ель-Альмендро
- Ель-Гранадо
- Енсінасола
- Паймого
- Пуебла-де-Гусман
- Росаль-де-ла-Фронтера
- Санлукар-де-Гвадіана
- Сан-Сільвестре-де-Гусман
- Санта-Барбара-де-Каса

## Територіальні суперечки
- Олівенса
- Дикі острови